# 鄧遐
鄧遐，字應遠，晉朝陳郡陽夏（今河南太康）人，大司馬桓溫部將，以勇猛聞名。曾任冠軍將軍、竟陵太守等。父鄧岱，曾任平南將軍。
鄧遐從桓溫征，數立奇功，號稱一時名將，因太和四年（369年），桓溫北伐大敗，受牽連而貶斥。
鄧遐性情中人，曾去拜謁晉簡文帝陵墓，順路拜見桓溫，桓溫問：「你怎麼又瘦了？」鄧說：「我不能像孟叔達那樣豁達，明明去買鍋子，打碎了卻也不在乎。」 
鄧遐勇猛絕倫，曾拔劍入水斬殺襄陽沔水惡蛟，死後被奉為神，稱鄧二郎。